# Río Mazos
El río Mazos  es un río del noroeste de España, un afluente del río Duero que discurre por la provincia de Soria. Tiene una longitud de unos 30 km.
El río Mazos nace en la Sierra Llana, en las inmediaciones de Villaciervos, en la provincia de Soria, en el término municipal de Villaciervos. Pasa por los términos de Villaciervos, Camparañón, Navalcaballo y Cubo de la Solana. Desemboca en el río Duero en el término de Cubo de la Solana. Recibe las aguas de numerosos barrancos de la Sierra de San Marcos y por consiguiente su régimen es torrencial con curso interrumpido.
El cartógrafo Tomás López en sus "En sus relaciones Geográfico-Históricas" de 1786, menciona el río Valverde y Madoz, en 1847, mencina en el término de Lubia y Velacha el río Verde, antiguo nombre del río Mazos, que dio nombre al despoblado Valverde (valle del Verde). Es frecuente llamar a este río, erróneamente, río Valverde.